# Romana Jordan Cizelj

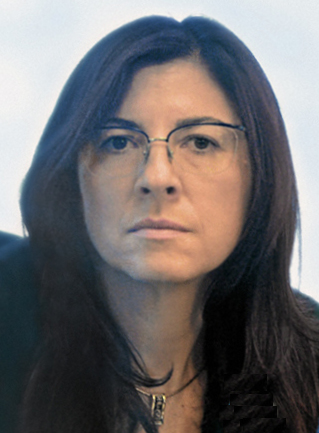
Romana Jordan Cizelj, 2012

Romana Jordan (* 8. Januar 1966 in Celje) ist eine slowenische Politikerin (Slovenska demokratska stranka).
Jordan ist Diplom-Ingenieurin der Elektrotechnik und Magister in Kerntechnik. Sie promovierte im Fachbereich Kerntechnik und arbeitete als wissenschaftliche Mitarbeiterin am Institut Jožef Stefan.
Jordan war von 1998 bis 2002 Vorsitzende des kommunalen Aufsichtsorgans der Gemeinde Domžale und danach bis 2004 Mitglied des dortigen Gemeinderats. Von 2004 bis 2014 war sie Mitglied des Europäischen Parlaments.
Ferner ist Jordan Mitglied des Vorstands und Sekretärin des Forums für Hochschule und Wissenschaft, Mitglied des Vorstands und stellvertretende Vorsitzende der Slowenischen NATO-Gesellschaft sowie Präsidentin der Kerntechnischen Gesellschaft Sloweniens.

## EU-Parlamentarierin
Auch in der Periode 2009 bis 2014 hat Jordan einen Abgeordnetensitz im EU-Parlament erreicht. Als Mitglied in der Fraktion der Europäischen Volkspartei (Christdemokraten) ist sie in folgenden Ausschüssen und Delegationen:
Sie ist Mitglied im Ausschuss für Industrie, Forschung und Energie und in der Delegation für die Beziehungen zu den Vereinigten Staaten.
Stellvertreterin ist sie im Ausschuss für Umweltfragen, öffentliche Gesundheit und Lebensmittelsicherheit und in der Delegation im Gemischten Parlamentarischen Ausschuss EU-Türkei.
Zur Europawahl 2014 wurde sie nicht mehr für einen Listenplatz nominiert.